# Anastas Jovanović

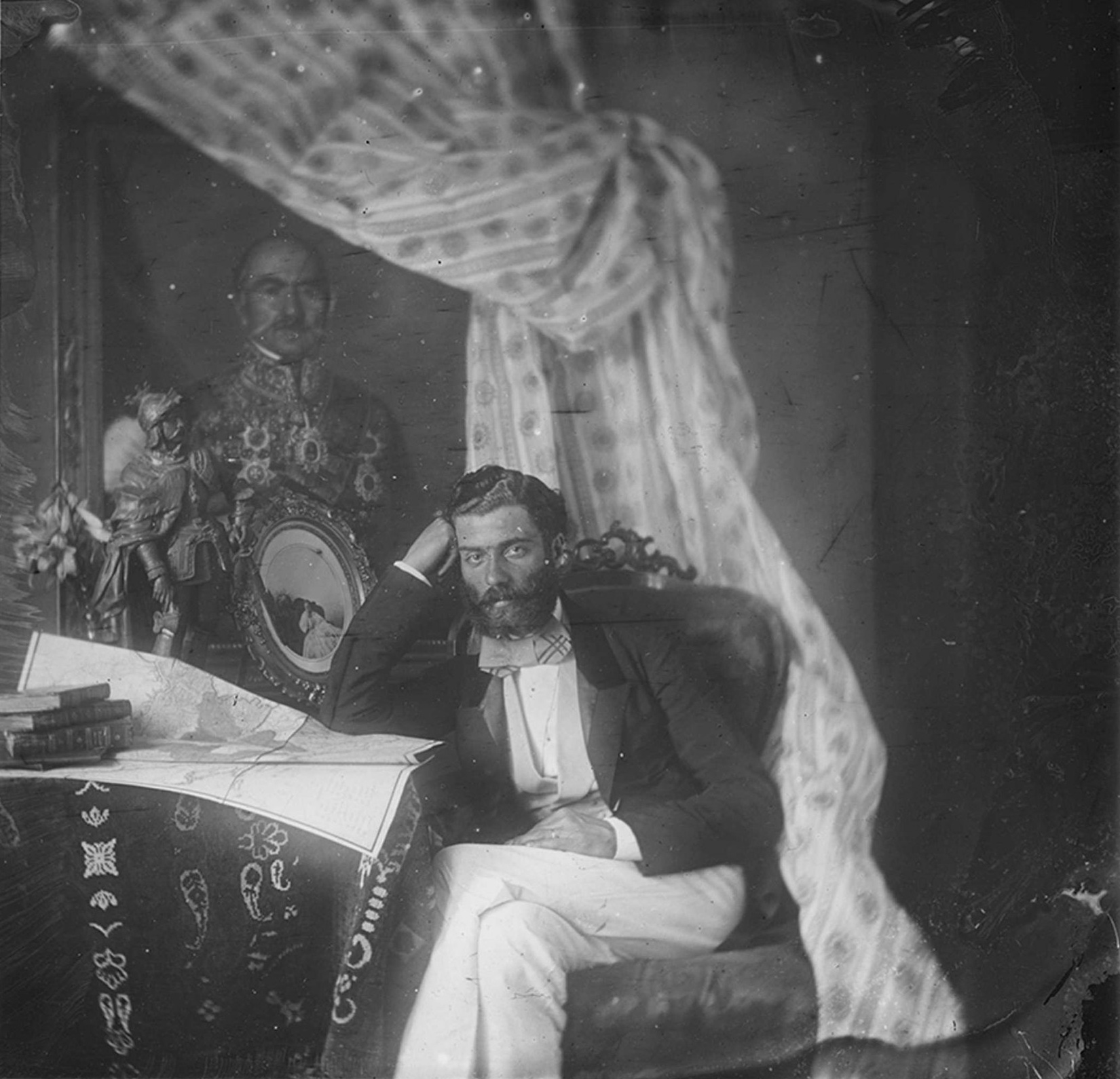
Fotografía de Miguel III Obrenović.

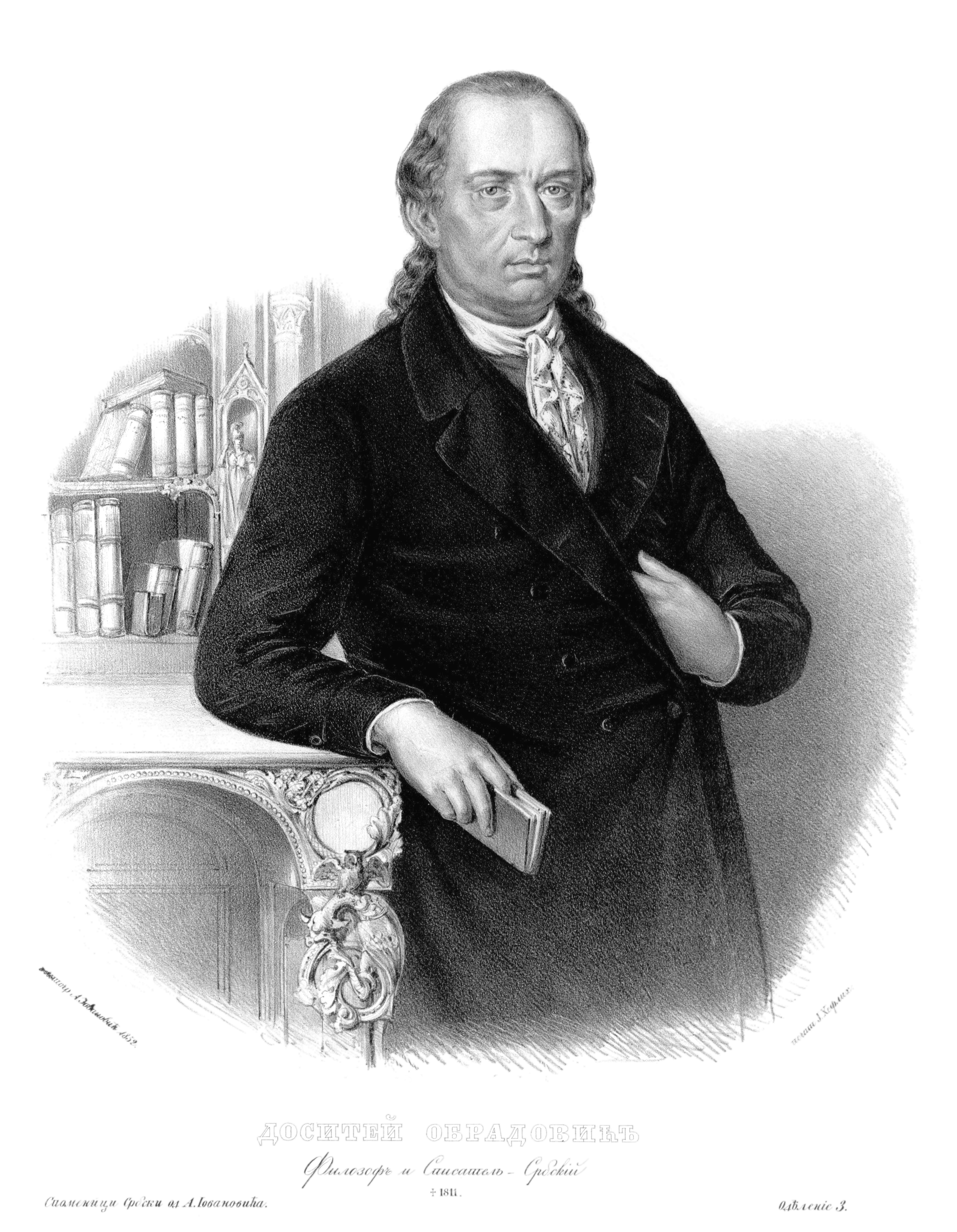
Litografía de Dositej Obradović.

Anastas Jovanović, en serbio Анастас Јовановић, (Vratsa, 1817- Belgrado, 1 de noviembre de 1899) fue un fotógrafo y litógrafo serbio de origen búlgaro.
Nació en la ciudad de Vratsa cuando pertenecía al Imperio Otomano, pero en 1824 sus padres se trasladaron a vivir a Belgrado. En 1834 entró a trabajar en la Imprenta Nacional en Kragujevac pero en 1838 se trasladó a Viena con una beca del príncipe Miloš Obrenović para realizar estudios de pintura y litografía en la Academia de Bellas Artes de Viena. En 1840 tras asistir a una exposición del trabajo de Daguerre decidió hacerse fotógrafo.
En 1842 realizó un viaje por Bohemia y Alemania con el príncipe Miloš Obrenović y en 1885 otro a París. Aunque ya ejercía como fotógrafo personal de Miguel III Obrenović en 1858 se inscribió como fotógrafo y fue nombrado Jefe su Gabinete. En 1965 se encargó de realizar un reportaje sobre el cincuenta aniversario de la Segunda Insurrección Serbia y dos años después realizó un viaje en misión diplomática a Constantinopla y también pudo fotografiar la salida de las tropas otomanas de Belgrado y la ocupación por las tropas serbias. Tras el asesinato de Miguel III en 1868 se retiró a vivir a su casa de Belgrado y renunció a sus cargos.
En 1877 fue nombrado miembro de la Sociedad de Fotografía de Viena (Wiener Photographische Gesellschaft).
Durante los últimos veinte años de su vida se dedicó a escribir su autobiografía. 
En su trabajo destacan los retratos de personajes ilustres de Serbia, entre los más destacados se incluyen: el obispo Petar II Petrović-Njegoš, el Príncipe de Serbia Miguel III Obrenović, el lingüista Vuk Stefanović Karadžić, el poeta Branko Radičević, el escritor Dositej Obradović, los Voivodas Veljko Petrović y Stevan Šupljikac. Sin embargo, también realizó un importante trabajo fotográfico de tipo  documental sobre edificios históricos, fortalezas, estatuas, tiendas y calles de Belgrado.
En 1977 se realizó una exposición retrospectiva en la galería de la Academia serbia de las Artes y las Ciencias de Belgrado y en 2011 se pudo contemplar la obra que conserva el Museo Militar en la exposición titulada Anastas Jovanović, first Serbian photographer and lithographer in collections of Military Museum.